# Пирарука
Пирарука, BM-S-7 (порт. Piraruca) — крупное нефтегазовое месторождение в Бразилии. Расположено в Атлантическом океане, в районе с глубиной воды 200 м в водах штата Сан-Паулу, в 200 км от г. Сантос. Открыто в мае 2009 года.
Пирарука относится к нефтегазовому бассейну Сантос.
Начальные запасы нефти блока BM-S-7 100 млн тонн. Нефть Пираруки легкая. Плотность нефти 0,876-0,887 г/см³.
Операторами месторождения являются бразильская нефтяная компания Petrobras — 63 %, и Repsol — 37 %. Поскольку в границах блока продолжается интенсивная поисково-разведочная деятельность, существуют реальные шансы значительного роста запасов углеводородов.